# 德国统一社会党
德国统一社会党（德語：Sozialistische Einheitspartei Deutschlands，缩写为）是德意志民主共和国的长期执政党，1946年由德国共产党和德国社会民主党两党在德国苏占区的组织合并而成。
虽然德意志民主共和国在名义上是一个多党制国家，但实际政治权力集中在德国统一社会党手中，东德的其他政党起到卫星党的作用。1980年代，德国统一社会党拒绝效仿苏联共产党中央委员会总书记戈尔巴乔夫推行经济改革和開放政策，仍坚持国家的民主集中制管理，直到1989年底被迫改弦更张。

## 历史

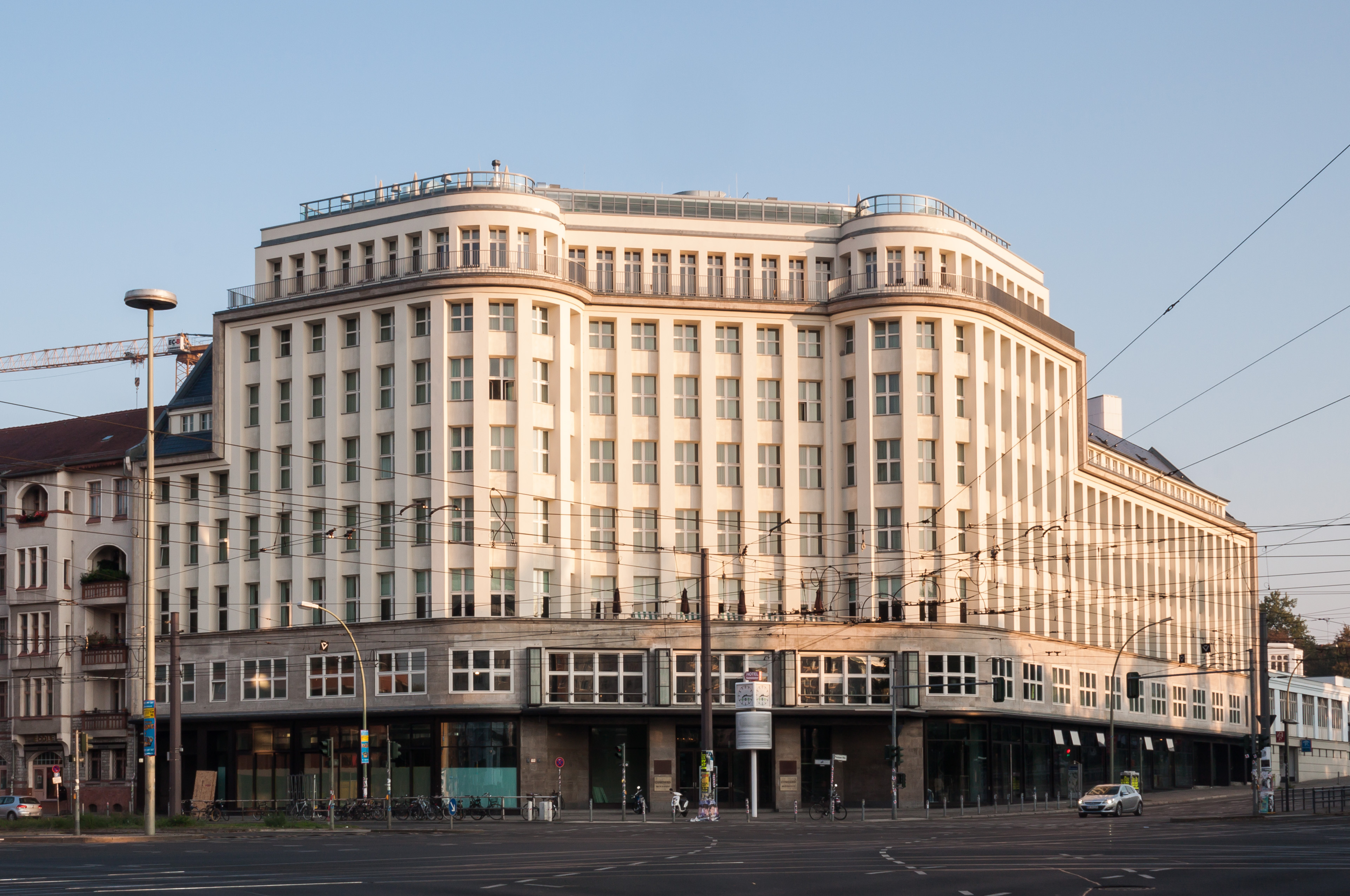
德国统一社会党第一代中央委員會會址

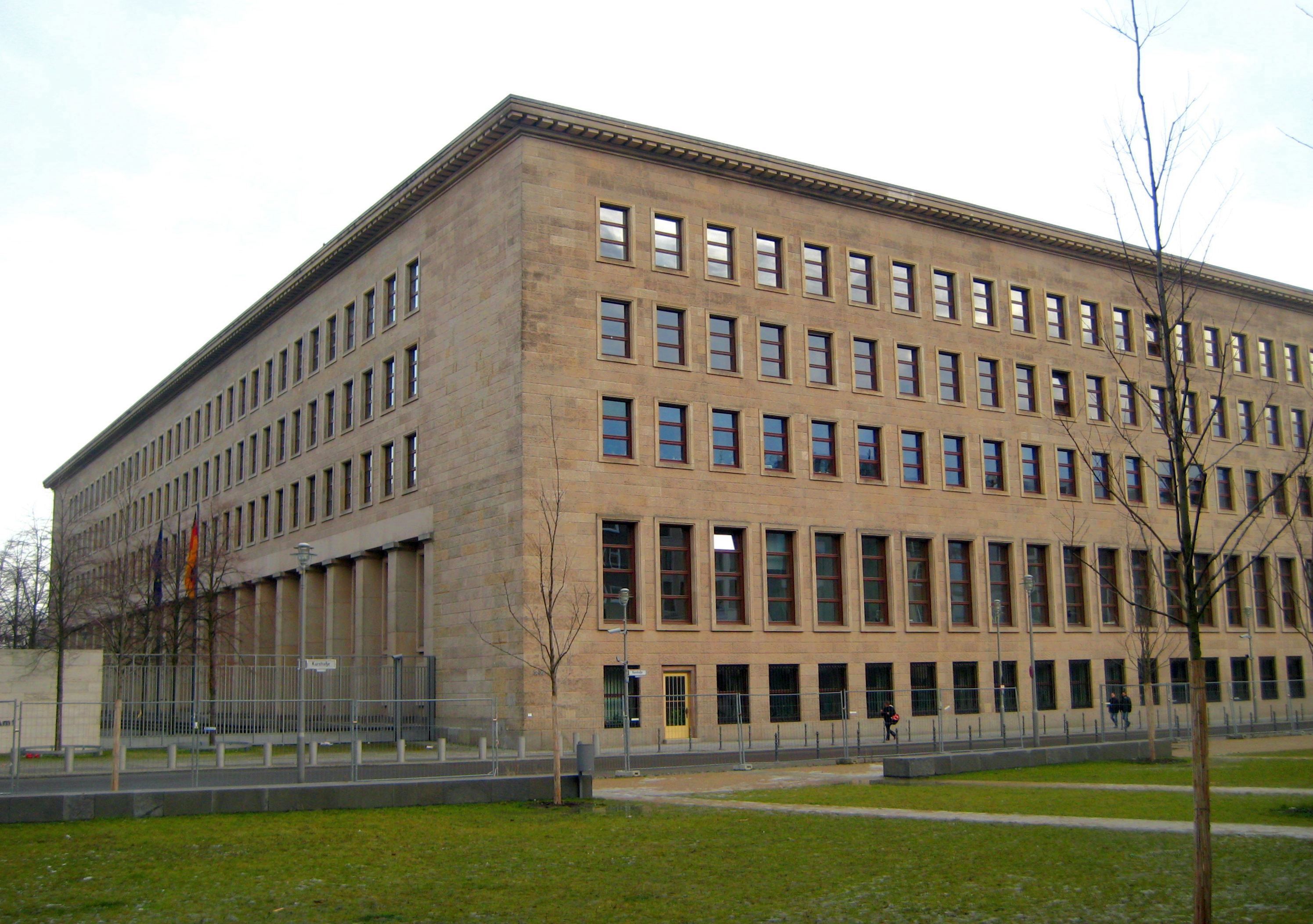
德国统一社会党第二代中央委員會會址——韦尔德市场大楼，曾經作為德意志帝國銀行總部，現為德國聯邦外交部所屬辦公樓。

根据东德和苏联的官方观点，德国社会民主党与德国共产党在德国苏占区的合并是双方努力之下合乎逻辑又平稳完成的过程，但是有更多的证据表明，在合并的背后远远还隐藏着很多问题没有被官方提及。
蘇聯駐德國軍事當局在二戰後直接統治了德國東部地區，而他們的情報行動則仔細地監控所有政治活動。一份早期來自駐德當局宣傳部主任谢尔盖·秋尔潘诺夫上校的情報資料報告指出，前德國社會民主黨及德國共產黨成員在德國統一社會黨內成立了多個不同派系，而且在此黨成立後一段時間內仍互相敵視。報告中亦指出，若要使大眾相信德國統一社會黨是德國政治性黨派而非僅僅是蘇聯佔領軍隊的工具，是相當困難的。
蘇聯發現早期的德國統一社會黨的問題，是它有可能發展成為一個國家主義政黨。在大型政黨集會中，成員因講者談論國家主義而鼓掌的次數比談論社會問題及性別平等時還多。有些人甚至提議建立一個獨立於蘇聯及西方影響的社會主義德國，並且馬上取得原本德國在雅爾達會議時讓給波蘭的領土。

最初，德国统一社会党在西柏林有一個分支。1962年，该分支成为独立政黨，取名为“德国统一社会党—西柏林”；1969年，改名為“西柏林统一社会党”。

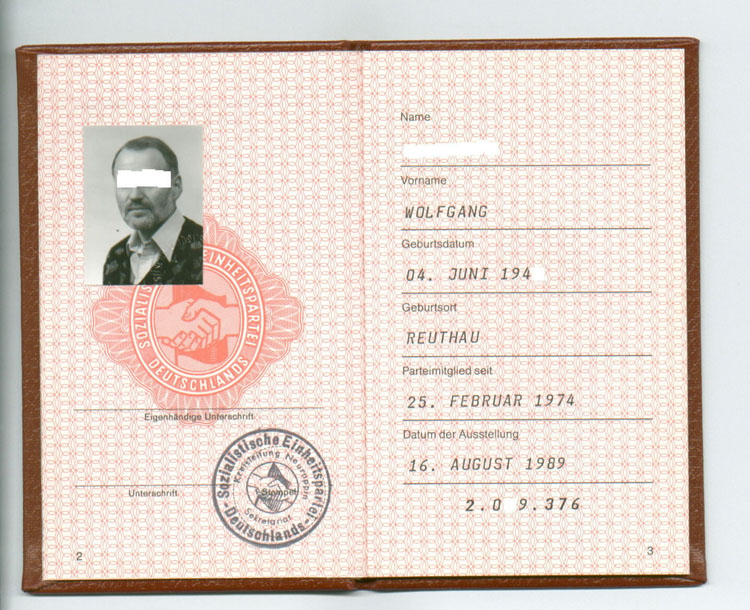
德国统一社会党党员证

在1989年11月柏林墙倒塌后，统一社会党的會員人數驟降。1989年12月3日，克伦茨和全体政治局成员辞职。12月8日—9日，该党在东柏林迪纳摩体育馆举行第一次特别党代表大会，选举格雷戈尔·居西为主席，汉斯·莫德罗和沃尔夫冈·伯格霍夫为副主席，决定取消中央委员会和政治局，改设工作委员会以主持中央工作。12月16日—17日，在东柏林举行第二次特别党代表大会，通过新党章，规定该党是马克思主义和社会主义政党，目标是在民主德国建设一个新的、人道主义的、民主的社会主义社会，并改名为“德国统一社会党—民主社会主义党”。
1990年2月4日，德国统一社会党—民主社会主义党改名为“民主社会主义党”。1990年3月18日，民主社会主义党在1990年东德大选中落败，失去执政地位。1990年10月3日，两德统一。2005年，民主社会主义党改名為“左翼黨.民社黨”；2007年，併入左翼黨。

## 历任领袖
| #                                                            | 肖像          | 姓名            | 就任日期       | 卸任日期       |
| ------------------------------------------------------------ | ------------- | --------------- | -------------- | -------------- |
| 中央委员会主席 （1950年以後，改称中央委员会总书记）          |               |                 |                |                |
| 1                                                            |               | 威廉·皮克       | 1946年4月22日  | 1950年7月25日  |
| 1                                                            | 奥托·格罗提渥 |                 | 1946年4月22日  | 1950年7月25日  |
| 中央委员会总书记 （1953年以后，改称中央委员会第一书记）      |               |                 |                |                |
| 2                                                            |               | 瓦尔特·乌布利希 | 1950年7月25日  | 1971年5月3日   |
| 中央委员会主席                                               |               |                 |                |                |
| 2                                                            |               | 瓦尔特·乌布利希 | 1971年5月3日   | 1973年8月1日   |
| 中央委员会总书记 （1976年以前，称中央委员会第一书记）        |               |                 |                |                |
| 3                                                            |               | 埃里希·昂纳克   | 1971年5月3日   | 1989年10月18日 |
| 4                                                            |               | 埃贡·克伦茨     | 1989年10月18日 | 1989年12月3日  |
| 主席 （1989年12月16日，改组为德国统一社会党—民主社会主义党） |               |                 |                |                |
| 5                                                            |               | 格雷戈爾·吉西   | 1989年12月9日  | 1989年12月16日 |

## 中央政治局

### 一大
- 委员：
- 候补委员：

### 二大
- 委员：
- 候补委员：

### 三大
- 委员：
- 候补委员：

### 四大
- 委员：
- 候补委员：

### 五大
- 委员：
- 候补委员：

### 六大
- 委员：
- 候补委员：

### 七大
- 委员：
- 候补委员：

### 八大
- 委员：
- 候补委员：

### 九大
- 委员：
- 候补委员：

### 十大
- 委员：
- 候补委员：

### 十一大
- 委员：
- 候补委员：

## 中央书记处

### 一大
- 总书记：瓦尔特·乌布利希
- 书记：

### 二大
- 第一书记：瓦尔特·乌布利希
- 书记：

### 三大
- 第一书记：瓦尔特·乌布利希
- 书记：

### 四大
- 第一书记：瓦尔特·乌布利希
- 书记：

### 五大
- 第一书记：瓦尔特·乌布利希
- 书记：

### 六大
- 第一书记：瓦尔特·乌布利希
- 书记：赫尔曼·阿克森、格哈德·格吕纳贝格、库尔特·哈格、埃里希·昂纳克、维尔纳·雅罗温斯基、京特·米塔格、阿尔贝特·诺登、保罗·维尔纳

### 七大
- 第一书记：瓦尔特·乌布利希
- 书记：赫尔曼·阿克森、格哈德·格吕纳贝格、库尔特·哈格、维尔纳·雅罗温斯基、维尔纳·兰贝茨、京特·米塔格、阿尔贝特·诺登、保罗·维尔纳

1971年5月3日
- 第一书记：埃里希·昂纳克

### 八大
- 总书记：埃里希·昂纳克
- 书记：赫尔曼·阿克森、霍斯特·多鲁斯、格哈德·格吕纳贝格、库尔特·哈格、维尔纳·雅罗温斯基、维尔纳·克罗利科夫斯基、维尔纳·兰贝茨、英格博格·朗格、京特·米塔格、阿尔贝特·诺登、保罗·维尔纳

### 九大
- 总书记：埃里希·昂纳克
- 书记：赫尔曼·阿克森、霍斯特·多鲁斯、格哈德·格吕纳贝格、库尔特·哈格、约阿希姆·赫尔曼、维尔纳·雅罗温斯基、维尔纳·克罗利科夫斯基、维尔纳·兰贝茨、英格博格·朗格、京特·米塔格、阿尔贝特·诺登、保罗·维尔纳

### 十大
- 总书记：埃里希·昂纳克
- 书记：赫尔曼·阿克森、霍斯特·多鲁斯、维尔纳·费尔弗、库尔特·哈格、约阿希姆·赫尔曼、维尔纳·雅罗温斯基、英格博格·朗格、京特·米塔格、保罗·维尔纳

### 十一大
- 总书记：埃贡·克伦茨
- 书记：

### 第一次特别党代表大会
主席：格雷戈爾·吉西